# ЛАРС-1
ЛАРС-1 је немачки вишецевни бацач ракета калибра 110 mm.
ЛАРС-2 је унапређена верзија оригиналног вишецевног бацача ракета ЛАРС-1. Између 1980. и 1983. године свих 209 оригиналних система ЛАРС преправљено је у унапређене системе ЛАРС-2. Овај систем вишецевних бацача ракета је играо важну улогу у артиљеријским снагама немачке војске. Од 1998. Године полако је замењиван америчким вишецевним бацачима ракета М-270 након чега је потпуно повучен из употребе.

## Историја развоја
Развијен је 1960-те године. После успешно завршених испитивања ЛАРС-1 званично је узеден у наоружање Бундесвера 1969. године.

## Пријем у наоружање
ЛАРС-1 ушао је у наоружање ракетних батаљона артиљеријских пукова који су се налазили у саставу Бундесвера. ЛАР-1 пројектован је ради уништавања живе силе као и борбене технике непријатеља.

## Састав
У састав овог система улазе:
1. Самоходни лансер ракета
2. Невођне ракете
3. Систем за управљање ватром
4. Контрола управљања
5. Возило за терет и утовар

Поседује додатно наоружање у виду 7,62 милиметарског противавионског митраљеза монтираног на крову оклопљене кабине.

## Тактичко техничке карактеристике
| Калибр, mm                  | 110   |
| Број пројектила             | 36    |
| Посада, људи                | 5     |
| Маса у борбеном положају, t | 15    |
| Маса пројектила, kg         | 34    |
| Максимална даљина гађања, m | 14700 |
| Минимална даљина гађања, m  | 6500  |
| Трајање плотуна, с          | 18    |
| Време претовара, мин        | 20    |
| Снага мотора, к. с          | 140   |
| Максимална брзина, km/h     | 73    |
| Кретање са резервом, km     | 500   |
| Година увођења у наоружање  | 1969  |